# Muhammad Ahmad
Muḥammad Aḥmad ibn al-Sayyid ʿAbd Allāh ibn Faḥl, detto il Mahdi (Dongola, 12 agosto 1844 – Omdurman, 22 giugno 1885) è stato un politico e mistico sudanese.

## Biografia
Nato a Dongola, una cittadina dell'Alta Nubia, nell'allora Sudan anglo-egiziano (oggi rientrante nel wilayat sudanese del Nord), in una modesta famiglia sunnita d'etnia nubiana arabizzatasi (ma il padre era un faqīh, che morì quando Muḥammad Aḥmad era giovane). Le condizioni economiche della famiglia lo spinsero fin dalla giovane età ad occuparsi con la madre d'un piccolo commercio navale. Compì studi coranici e si unì più tardi alla confraternita sunnita della Sammāniyya, guadagnandosi notorietà come maestro e sufi.
Dopo essere divenuto il capo della confraternita stessa nel 1880, durante un momento difficile della storia del Sudan di quegli anni si proclamò Mahdi e, appoggiandosi al popolare sentimento religioso e nazionalista, si pose a capo della rivolta contro la dominazione anglo-egiziana. Nel 1884, sconfitto un distaccamento egiziano, pose sotto assedio le forze britanniche a Khartum e le costrinse alla resa il 26 gennaio 1885. L'impresa, che portò alla morte del governatore britannico del Sudan, Gordon Pascià (Gordon di Khartum), suscitò enorme scalpore tra i delegati europei alla conferenza di Berlino.

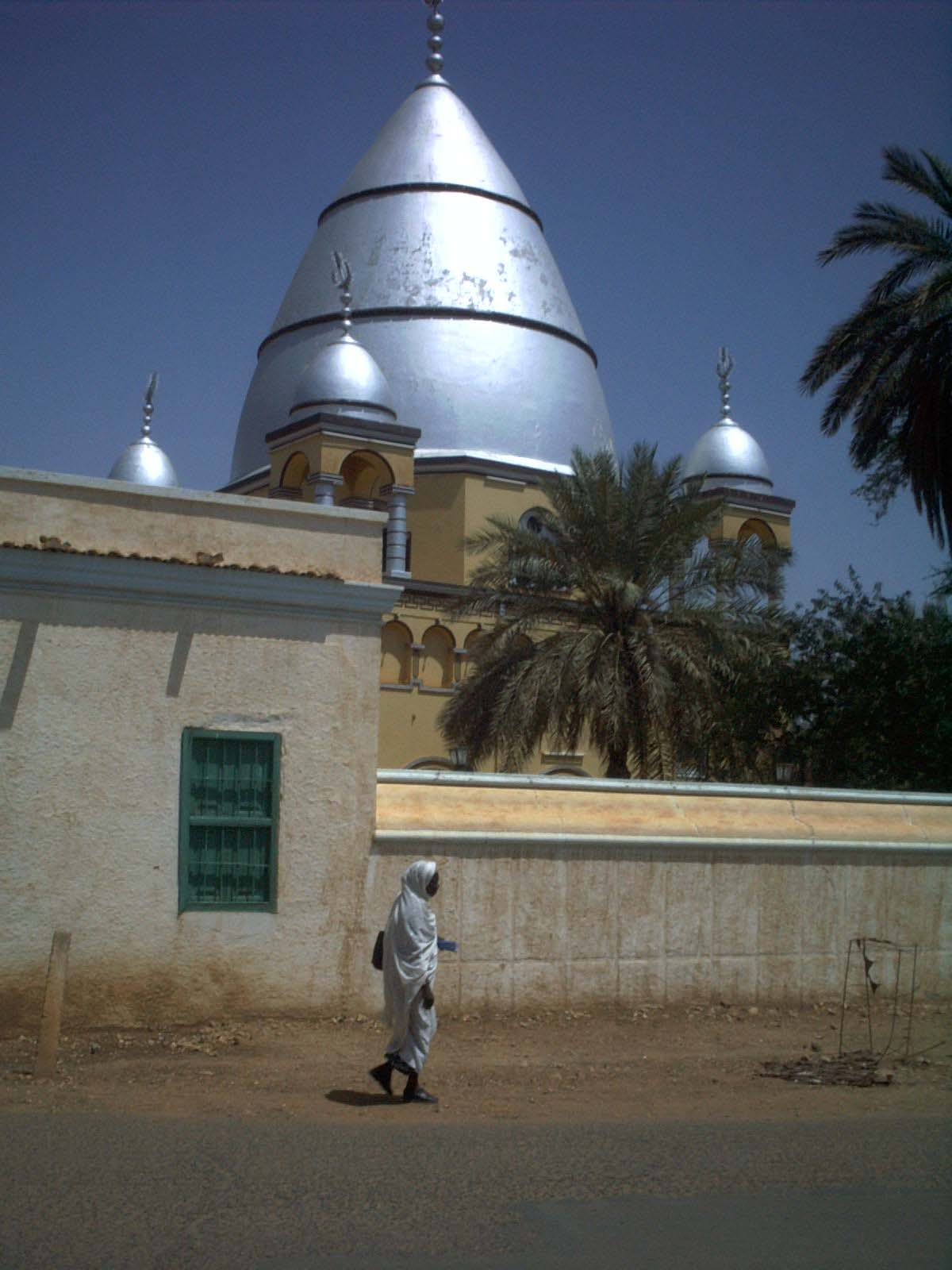
Tomba del Mahdi a Omdurman.

Muḥammad Aḥmad morì sei mesi dopo di febbre tifoide dopo aver costituito uno Stato islamico. I suoi successori, detti "mahdisti", guidati dal suo successore (khalīfa) ʿAbd Allāh al-Taʿāysh, furono sconfitti dai britannici il 24 novembre del 1898, ma conservarono un importante ruolo nei successivi sviluppi politici del paese, radunati nel partito politico Umma (comunità islamica), attivo per tutto il XX secolo e XXI secolo e in varie occasioni al governo del Sudan, regolarmente stroncato dai militari.

## Nella cultura di massa

### Cinema
- Four Feathers (1915), regia di J. Searle Dawley
- Le quattro piume (The Four Feathers) (1921), regia di René Plaisetty
- The Four Feathers (1929), regia di Merian C. Cooper e Lothar Mendes
- Le quattro piume (The Four Feathers) (1939), regia di Zoltán Korda
- Tempesta sul Nilo (Storm Over the Nile) (1955), regia di Zoltan Korda e Terence Young
- Khartoum - film del 1966 diretto da Basil Dearden
- The Four Feathers (1977) (TV), regia di Don Sharp
- Le quattro piume (2002) - film del 2002 diretto da Shekhar Kapur

### Letteratura
- La favorita del Mahdi - romanzo del 1887 di Emilio Salgari
- Il trionfo del sole - romanzo del 2005 di Wilbur Smith